# مايك باور (لاعب كرة قدم أسترالية)
مايك باور (بالإنجليزية: Mike Power)‏ هو لاعب كرة قدم أسترالية أسترالي، ولد في 14 مارس 1955.

## وصلات خارجية
- مايك باور على موقع AustralianFootball.com (الإنجليزية)
- مايك باور على موقع AFLtables.com (الإنجليزية)